# Rierguscha bicolor
Rierguscha bicolor är en skalbaggsart som beskrevs av Viana 1970. Rierguscha bicolor ingår i släktet Rierguscha och familjen långhorningar. Inga underarter finns listade i Catalogue of Life.